# Мария Луиза Французская (1728—1733)
Мария Луиза Французская (28 июля 1728, Версаль — 19 февраля 1733, Версаль) — французская принцесса, дочь короля Франции Людовика XV и Марии Лещинской.

## Биография
Мария Луиза была третьим ребёнком венценосной пары; с рождения и до своего крещения за несколько недель до смерти она была известна как Мадам Труазьем (Третья).
Её рождение не сильно обрадовало отца, который надеялся на сына и наследника. Когда родилась девочка, запланированные празднования по случаю рождения дофина были отменены, и в честь мадам Труазьем была отслужена месса в Версальской часовне.
Она выросла в Версале со своими старшими сёстрами-близнецами, Мадам Премьер (Первая) и Мадам Секонд (Вторая). В следующем 1729 году к троим детям присоединился дофин Людовик Фердинанд.
Зимой 1733 года мадам Труазьем простудилась; в Версале в то же время началась эпидемия. Ребёнка лечил гасконский врач месье Бульяк, который назначил ей рвотное средство и сделал кровопускание. Мадам Труазьем была в срочном порядке крещена в Версале и получила имена её родителей: Мария и женскую форму имени Луи — Луиза. Ослабленная болезнью и неправильным лечением Мария Луиза умерла в Версале и была похоронена в королевской базилике Сен-Дени.